# Anam-dong
Anam-dong là một dong, phường của Seongbuk-gu ở Seoul, Hàn Quốc.

## Địa điểm nổi bật
- Đại học Hàn Quốc
- Gaeunsa (개운사 開運寺)
- Botasa (보타사 普陀寺)

## Liên kết
1. 1 2  "안암동 (Anam-dong 安岩洞)" (bằng tiếng Hàn). Doosan Encyclopedia. Truy cập ngày 26 tháng 4 năm 2008.[liên kết hỏng]

- (tiếng Anh) Trang chính thức Seongbuk-gu Lưu trữ ngày 7 tháng 8 năm 2009 tại Wayback Machine
- Bản đồ của Seongbuk-gu[liên kết hỏng]
- (tiếng Hàn) Trang chính thức Seongbuk-gu
- (tiếng Hàn) Văn phòng dân cư Anam-dong Lưu trữ ngày 9 tháng 2 năm 2012 tại Wayback Machine